# Guilty Gear X
Guilty Gear X (subtitulado como By Your Side en Japón) es el segundo juego de la serie de videojuegos de lucha Guilty Gear. Este juego ganó popularidad rápidamente luego su salida en 2000, en un momento en que el género de juegos de peleas estaba saturado con títulos que presentaban equipos de dos, tres o hasta cuatro personajes, así como también crossovers entre distintas compañías. Guilty Gear X volvió al origen presentando un juego de uno contra uno, con gráficos llamativos y un sistema de juego fresco y dinámico.

## Historia
Menos de un año después del incidente de Justice, llegan reportes del descubrimiento de un nuevo Gear del tipo "comandante". Con el temor de otra posible guerra, las Naciones Unidas inician otro torneo, en esta ocasión se entregaran 500 000 dólares mundiales a quien sea capaz de destruir al Gear. Un gran número de caza-recompensas se dirigen al lugar llamado "Devil Living Place" (La Casa del Demonio), en donde vive el misterioso Gear, que resulta ser una chica llamada Dizzy, y aunque es muy poderosa, no tiene intenciones de lastimar a nadie. Aun así, es Sol Badguy quien la derrota, pero por razones desconocidas le perdona la vida y la deja ir. Más tarde Ky Kiske, integrante de la Fuerza Policíaca Internacional, la encuentra y para protegerla la pone bajo el cuidado de Johnny, capitán de los piratas aéreos del Jellyfish. Johnny le ofrece a Dizzy unirse a su tripulación, en donde estará segura de los caza-recompensas. Mientras tanto la caza-recompensas y cocinera Jam Kuradoberi se las arregla para obtener el dinero de la recompensa, argumentando que fue ella quien derrotó a Dizzy y así por fin logra su sueño de abrir su propio restaurante.

## Personajes
- Sol Badguy
- Ky Kiske
- Millia Rage
- Chipp Zanuff
- May
- Faust
- Axl Low
- Baiken
- Potemkin
- Jam Kuradoberi
- Anji Mito
- Johnny
- Zato-1/Eddie
- Venom
- Testament (Subjefe)
- Dizzy (Subjefe)

## Sistema de juego
El sistema del juego emplea cuatro tipos de comandos: Puño, Patada, Slash y Heavy Slash. Presionando Slash y Heavy Slash simultáneamente se realiza el ataque DST es cual si se conecta con éxito el oponente sale disparado hacia arriba vulnerable a cualquier combo aéreo. Con el Instant Air Dash, uno se puede avanzar a una velocidad rápida al oponente y así meterle al contrincante impactos extra en un combo. 
El juego tiene tres barras en pantalla, una de energía, una para los ataques especiales y la tercera llamada Gauge Meter que mide cuanto se ha estado usando a defensa, si el jugador bloquea demasiados golpes la barra se llena y empieza a brillar, esto ocasiona que todos los golpes que reciba serán counterhits, por otro lado si el jugador recibe demasiado daño la barra empieza a vaciarse, esto ocasiona que el daño que reciba ira disminuyendo mientras la barra está vacía. La barra de especiales es la que permite realizar los ataques especiales, se carga al realizar cualquier tipo de ataque.
Uno de los puntos fuertes del sistema de juego es el Roman Cancel, una técnica que permite cancelar prácticamente cualquier golpe o ataque. Al hacer esto, el personaje regresa a una posición neutral, permitiendo al jugador hacer prácticamente cualquier cosa, ya sea seguir atacando para crear combos más largos y que causen mayor daño, poner defensa después de un ataque fallido, o escapar del oponente. 
El Instant Kill fue minimizado en esta entrega de la saga. Ahora solo se puede ganar un solo asalto, a diferencia del juego anterior en donde se podía ganar los dos asaltos.
Al juego se le agregó la función de Negative Penalty en donde si un jugador escapa de su oponente o solo se dedica a defenderse, aparece en la pantalla un aviso en el que el CPU, le dirá al jugador que deje de jugar de esa manera. Si continúa con ese mismo comportamiento, perderá la energía que acumuló en la barra de especiales y le será más difícil volver a llenarla.

## Versiones
Guilty Gear X 1.5:
Este fue un update de Guilty Gear X, fue lanzado solamente para Arcade en el sistema Atomiswave de Sammy. La diferencia en esta versión es que a todos los personajes se les incluyó algunos movimientos especiales, overdrives y golpes correspondientes a Guilty Gear XX así como también algunos golpes únicos de esta versión, haciendo a este título un poco más parecido a lo que es GGXX.
Guilty Gear X Advance Edition:
Esta fue la adaptación de GGX para el GameBoy Advance de Nintendo. Esta versión fue mal recibida debido a los pobres gráficos y audio del juego a comparación de otros títulos de pelea para ese sistema y también a su mala inteligencia artificial haciendo al juego sumamente fácil aun en la dificultad más alta. Sin embargo su punto fuerte era que el sistema de juego era sumamente parecido a la versión original. También cuenta con un modo de juego en equipo en el cual se enfrentan 3 vs. 3 muy al estilo de King of Fighters.
Guilty Gear X Plus:
Esta es sin duda la versión más llamativa de Guilty Gear X. El juego es exactamente el mismo que la versión para Dreamcast, sin embargo se le incluyeron varios extras que no aparecen en la versión original de Dreamcast. En primer lugar se incluyeron dos personajes más Kliff y Justice ambos provenientes del primer Guilty Gear. Se le añadió un Modo de Misiones y un Modo de Galería, así como también un Modo Historia en la cual se cuenta la aventura de cada uno de los protagonistas del juego en tres caminos para cada uno (igual al modo historia de GGXX), esto explica algunas confusiones por parte de los jugadores occidentales cuando en el modo historia de GGXX se hacen referencias a cosas que sucedieron en el modo historia de GGX Plus. Esta versión solo salió en Japón, las versiones de Guilty Gear X para Playstation 2 en el resto del mundo era igual a la versión para Dreamcast sin los extras que gozo la versión japonesa.

## Gráficos
Guilty Gear X es uno de los juegos pioneros en utilizar un motor de juego en alta resolución, tanto en los gráficos de los personajes, como en los escenarios. Esta mejora con respecto a los juegos en 2D promedios (tales como Street Fighter y King of Fighters, quienes han sido influenciados por el 3D), lo cual ayudó a darle un estilo elegante y detallado a los escenarios, aparte de contar con unos personajes muy estilizados y detallados.

## Música
La banda sonora sigue con el mismo estilo del primer juego, es una combinación entre el Rock y el Metal. Tienen una prioridad importante los Riffs de guitarra eléctrica. El compositor de la música es Daisuke Ishiwatari, quien escribió diferentes Leitmotivs para los personajes del juego. Algunas melodías del juego anterior regresan, pero con mejores arreglos, tales como Holy Orders (BeJust Or Be Dead), Writhe in Pain, Suck A Sage, y Momentary Life. El resto de la banda sonora es completamente nueva destacando los temas especiales como Fatal Duel (mismo personaje),  Still in the Dark (Millia vs. Zato) y  No Mercy (Sol vs. Ky). Para las versión casera del juego toda la música se volvió a producir utilizan instrumentos reales (a diferencia de los temas de la versión de recreativa los cuales se escuchan como hechos con sintetizador). A esta banda sonora se le conoce como “Heavy Rock Tracks”.

## Calificaciones
Varios sitios de internet y revistas norteamericanas han calificado al juego con un promedio de 80%. En la gráfica se aprecia puntajes hechos al juego basados en la consola de PS2.
| Puntuador                 | Puntaje |
| ------------------------- | ------- |
| IGN                       | 8.8/10  |
| GamePro                   | 4/5     |
| GameSpot                  | 7.9/10  |
| GameSpy                   | 87%     |
| PSM Magazine              | 8/10    |
| Electronic Gaming Monthly | 7.16/10 |